# Stemma della Costa Rica
Lo stemma della Costa Rica, adottato il 29 settembre 1848, è il simbolo araldico ufficiale del Paese.

## Descrizione
Raffigura un'essenziale semplificazione della nazione. Le due navi, una da un lato e una dall'altro, rappresentano il mar dei Caraibi e l'oceano Pacifico, che entrambi bagnano la Costa Rica. Le navi rappresentano anche la storia marittima del paese. Le tre montagne invece simboleggiano le tre catene montuose principali del paese e mostrano inoltre la posizione del paese rispetto ai due mari. L'attuale stemma ha anche sette stelle simbolo delle sette province della Costa Rica. I precedenti stemmi ne riportavano solo cinque che rappresentavano le nazioni create dagli Stati Uniti dell'America Centrale all'inizio del XIX secolo. Il nome della nazione è scritto sullo striscione bianco in alto allo stemma, sopra il quale un'altra pergamena riporta America Central.